# جورج سلوزر
جورج سلوزر (هلندی: George Sluizer; ۲۵ ژوئن ۱۹۳۲ – ۲۰ سپتامبر ۲۰۱۴) کارگردان فیلم، فیلم‌نامه‌نویس، و تهیه‌کننده فیلم اهل هلند بود. وی بین سال‌های ۱۹۶۱ تا ۲۰۱۴ میلادی فعالیت می‌کرد.